# Kilmarnock Football Club 2018-2019
Questa voce raccoglie le informazioni riguardanti il Kilmarnock Football Club nelle competizioni ufficiali della stagione 2018-2019.

## Stagione
- In Scottish Premiership il Kilmarnock si classifica al 3º posto (67 punti), dietro a Celtic e Rangers e davanti all'Aberdeen per la miglior differenza reti.
- In Scottish Cup viene eliminato agli ottavi di finale dai Rangers (0-0 e poi 5-0 nel replay).
- In Scottish League Cup viene eliminato al secondo turno dai Rangers (1-3).

## Maglie e sponsor
| Casa | Trasferta |

## Rosa
| N. |                             | Ruolo | Calciatore           |
| -- | --------------------------- | ----- | -------------------- |
| 1  | Scozia (bandiera)           | P     | Jamie MacDonald      |
| 2  | Scozia (bandiera)           | D     | Stephen O'Donnell    |
| 3  | Scozia (bandiera)           | D     | Greg Taylor          |
| 4  | Irlanda (bandiera)          | D     | Alex Bruce           |
| 5  | Scozia (bandiera)           | D     | Kirk Broadfoot       |
| 6  | Irlanda (bandiera)          | C     | Alan Power           |
| 7  | Scozia (bandiera)           | C     | Rory McKenzie        |
| 8  | Irlanda (bandiera)          | C     | Gary Dicker          |
| 9  | Scozia (bandiera)           | A     | Kris Boyd (capitano) |
| 10 | Scozia (bandiera)           | A     | Greg Kiltie          |
| 11 | Irlanda del Nord (bandiera) | C     | Jordan Jones         |
| 12 | Inghilterra (bandiera)      | A     | Mikael Ndjoli        |
| 13 | Scozia (bandiera)           | P     | Devlin Mackay        |

| N. |                         | Ruolo | Calciatore        |
| -- | ----------------------- | ----- | ----------------- |
| 14 | Scozia (bandiera)       | D     | Daniel Higgins    |
| 15 | Nigeria (bandiera)      | A     | Bright Enobakhare |
| 16 | Scozia (bandiera)       | D     | Scott Boyd        |
| 17 | Scozia (bandiera)       | D     | Stuart Findlay    |
| 18 | Scozia (bandiera)       | D     | Calum Waters      |
| 19 | Canada (bandiera)       | A     | Liam Millar       |
| 20 | Scozia (bandiera)       | C     | Iain Wilson       |
| 21 | Scozia (bandiera)       | C     | Adam Frizzell     |
| 22 | Scozia (bandiera)       | D     | Ross Millen       |
| 25 | Scozia (bandiera)       | A     | Eamonn Brophy     |
| 26 | Austria (bandiera)      | P     | Daniel Bachmann   |
| 27 | RD del Congo (bandiera) | C     | Aaron Tshibola    |
| 29 | Scozia (bandiera)       | C     | Chris Burke       |